# Le Guerno
Le Guerno (prononcé [lə ɡɛʁno] ou [lə ɡɥɛʁno]) est une commune française située dans le département du Morbihan, en région Bretagne.
En 1994, la commune a obtenu le label Communes du patrimoine rural de Bretagne pour la richesse de son patrimoine architectural et paysager.

## Géographie

### Situation
|                | Limerzel |        |
| Noyal-Muzillac | Guerno   | Péaule |
|                | Marzan   |        |

La commune est située au sud-est du département du Morbihan. Les communes les plus proches sont Noyal-Muzillac et Péaule. Sur la commune se trouvent le parc zoologique de Branféré et l'École Nicolas-Hulot pour la nature et l'homme.

### Hydrographie
Pour un article plus général, voir Réseau hydrographique du Morbihan.
La commune est située dans le bassin Loire-Bretagne. Elle est drainée par le Pont Noyal et divers autres petits cours d'eau,.

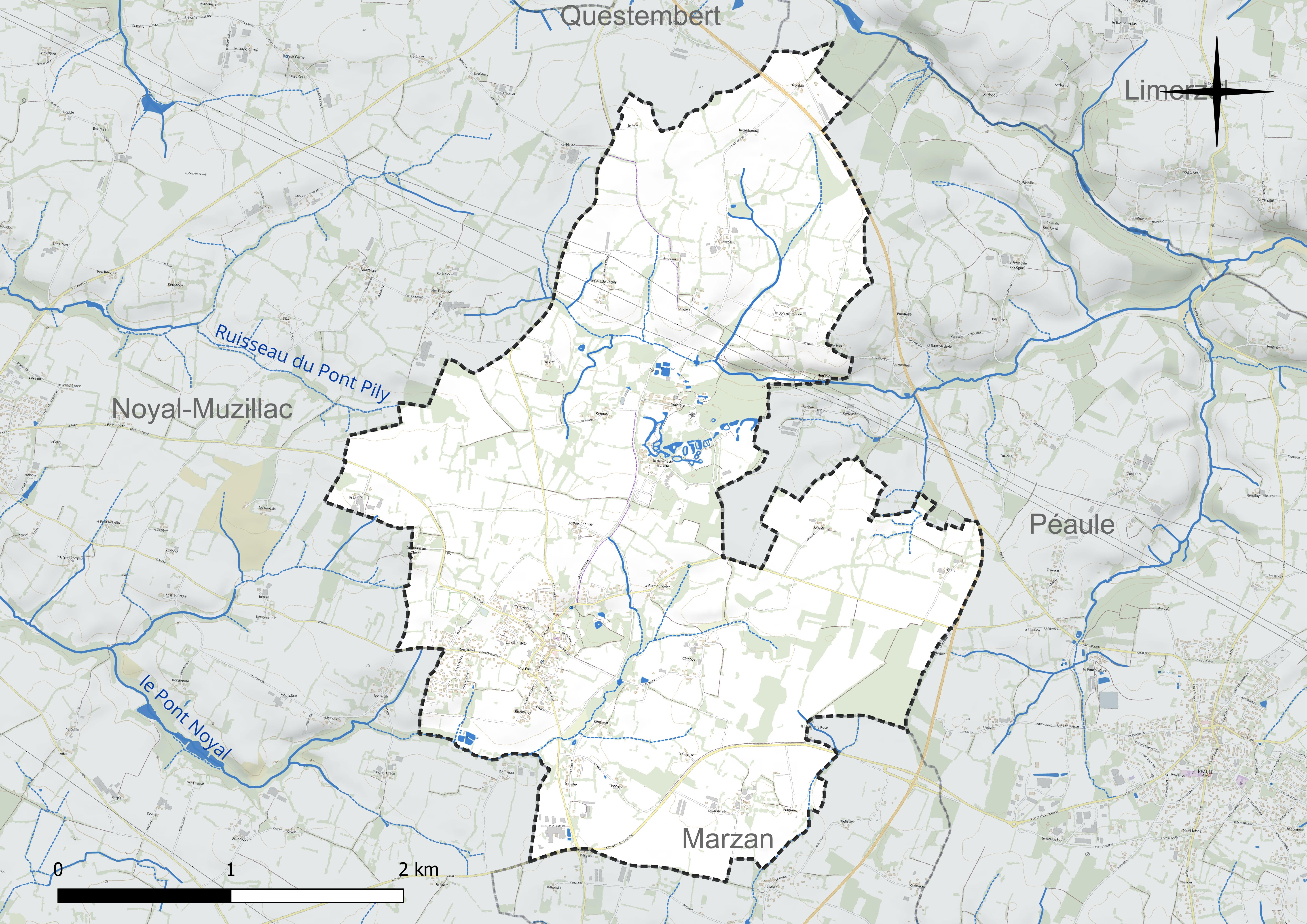
Réseau hydrographique du Le Guerno.

### Climat
Pour des articles plus généraux, voir Climat de la Bretagne et Climat du Morbihan.
En 2010, le climat de la commune est de type climat océanique franc, selon une étude du CNRS s'appuyant sur une série de données couvrant la période 1971-2000. En 2020, Météo-France publie une typologie des climats de la France métropolitaine dans laquelle la commune est exposée à un climat océanique et est dans la région climatique  Bretagne orientale et méridionale, Pays nantais, Vendée, caractérisée par une faible pluviométrie en été et une bonne insolation. Parallèlement l'observatoire de l'environnement en Bretagne publie en 2020 un zonage climatique de la région Bretagne, s'appuyant sur des données de Météo-France de 2009. La commune est, selon ce zonage, dans la zone « Intérieur  », exposée à un climat médian, à dominante océanique.  
Pour la période 1971-2000, la température annuelle moyenne est de 11,7 °C, avec une amplitude thermique annuelle de 12,6 °C. Le cumul annuel moyen de précipitations est de 865 mm, avec 12,9 jours de précipitations en janvier et 6,5 jours en juillet. Pour la période 1991-2020, la température moyenne annuelle observée sur la station météorologique la plus proche, située sur la commune d'Arzal à 8 km à vol d'oiseau, est de 12,3 °C et le cumul annuel moyen de précipitations est de 887,0 mm,. Pour l'avenir, les paramètres climatiques de la commune estimés pour 2050 selon différents scénarios d’émission de gaz à effet de serre sont consultables sur un site dédié publié par Météo-France en novembre 2022.

## Urbanisme

### Typologie
Au 1er janvier 2024, Le Guerno est catégorisée commune rurale à habitat dispersé, selon la nouvelle grille communale de densité à sept niveaux définie par l'Insee en 2022.
Elle est située hors unité urbaine et hors attraction des villes,.

### Occupation des sols
L'occupation des sols de la commune, telle qu'elle ressort de la base de données européenne d’occupation biophysique des sols Corine Land Cover (CLC), est marquée par l'importance des territoires agricoles (89,4 % en 2018), en diminution par rapport à 1990 (91 %). La répartition détaillée en 2018 est la suivante : 
terres arables (34,1 %), zones agricoles hétérogènes (31,1 %), prairies (24,3 %), forêts (5,7 %), zones urbanisées (4,9 %). L'évolution de l’occupation des sols de la commune et de ses infrastructures peut être observée sur les différentes représentations cartographiques du territoire : la carte de Cassini (XVIIIe siècle), la carte d'état-major (1820-1866) et les cartes ou photos aériennes de l'IGN pour la période actuelle (1950 à aujourd'hui).

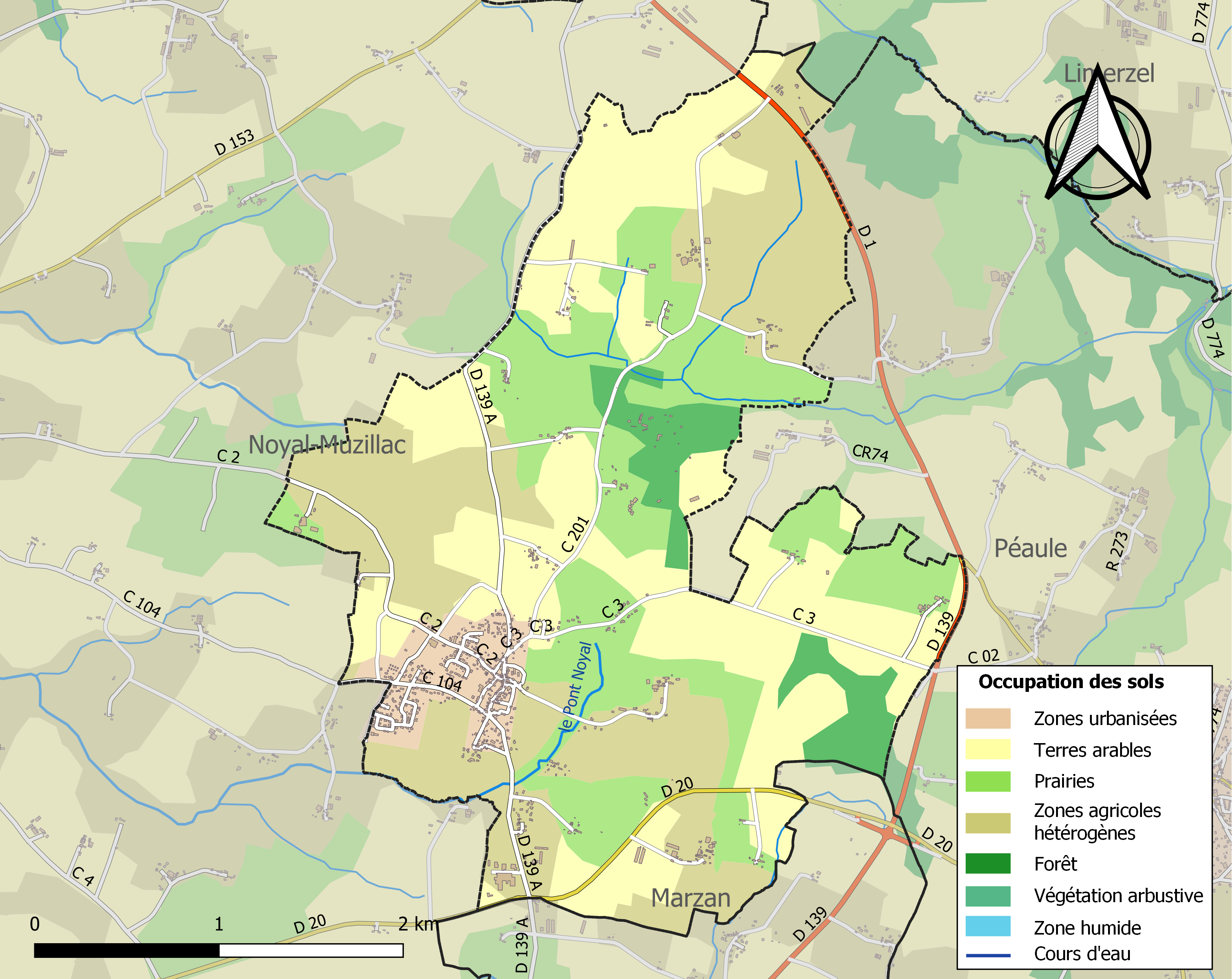
Carte des infrastructures et de l'occupation des sols de la commune en 2018 (CLC).

### Habitat
En 1994, la commune a obtenu le label Communes du patrimoine rural de Bretagne pour la richesse de son patrimoine architectural et paysager.

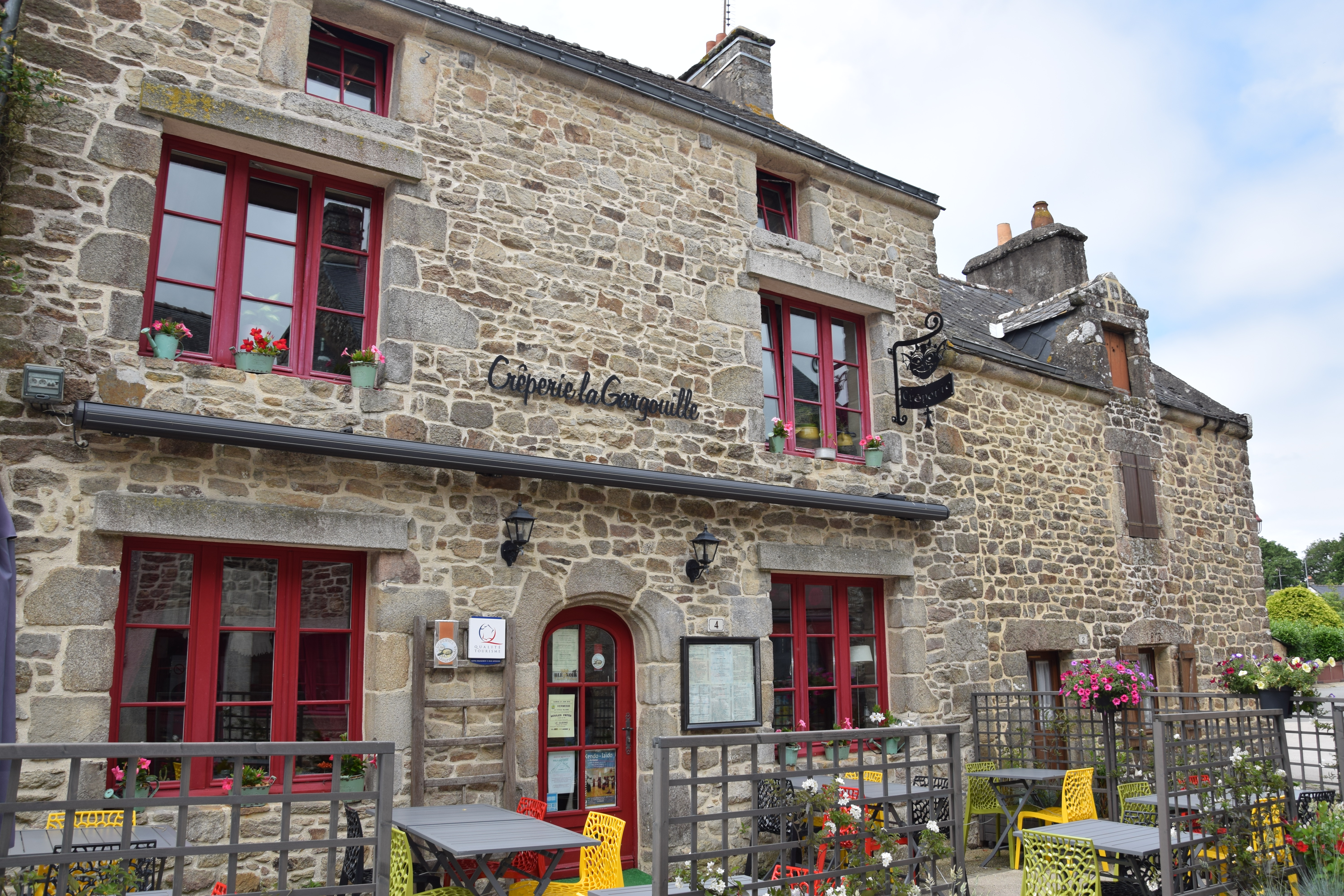
Vieille maison du Bourg.
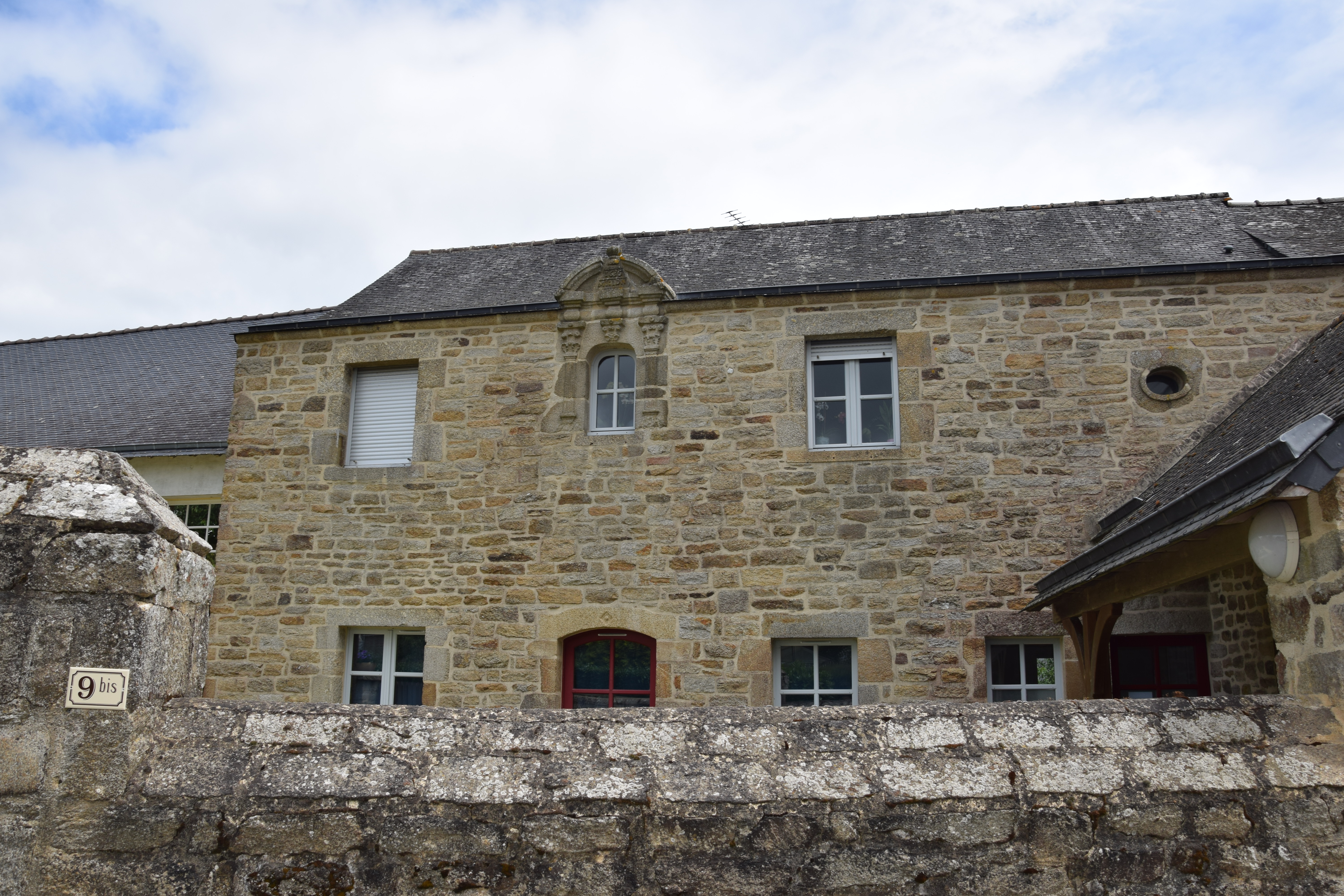
Vieille maison du Bourg datée de 1686.

## Toponymie
Attesté sous la forme Guernou en l'an 1160.
Le nom breton de la commune est Ar Gwernoù signifiant « lieux humides »[réf. nécessaire].

## Histoire
Les Hospitaliers y fondent au XIIe siècle une « Hostellerie » de Saint Jean destinée à offrir le gîte et le couvert aux pèlerins de Saint-Jacques et une chapelle destinée à abriter un fragment de la Vraie Croix.
À l'origine, trève de la paroisse de Noyal-Muzillac, Le Guerno devient commune en 1790 et paroisse autonome en 1802.

## Politique et administration
| Période                                  | Période   | Identité         | Étiquette | Qualité |
| ---------------------------------------- | --------- | ---------------- | --------- | ------- |
| 1966                                     | mars 1989 | Pierre Bocéno    |           |         |
| mars 1989                                | mars 2008 | Paul Jéhanno     |           |         |
| mars 2008                                | mars 2014 | Aline Serazin    |           |         |
| mars 2014 Réélu en 2020                  | En cours  | Gérard Guillotin |           |         |
| Les données manquantes sont à compléter. |           |                  |           |         |

## Démographie
L'évolution du nombre d'habitants est connue à travers les recensements de la population effectués dans la commune depuis 1793. Pour les communes de moins de 10 000 habitants, une enquête de recensement portant sur toute la population est réalisée tous les cinq ans, les populations de référence des années intermédiaires étant quant à elles estimées par interpolation ou extrapolation. Pour la commune, le premier recensement exhaustif entrant dans le cadre du nouveau dispositif a été réalisé en 2006.

En 2022, la commune comptait 975 habitants, en évolution de +1,56 % par rapport à 2016 (Morbihan : +3,82 %, France hors Mayotte : +2,11 %).
| 1793 | 1800 | 1806 | 1821 | 1831 | 1836 | 1841 | 1846 | 1851 |
| ---- | ---- | ---- | ---- | ---- | ---- | ---- | ---- | ---- |
| 402  | 380  | 508  | 520  | 525  | 545  | 508  | 527  | 512  |

| 1856 | 1861 | 1866 | 1872 | 1876 | 1881 | 1886 | 1891 | 1896 |
| ---- | ---- | ---- | ---- | ---- | ---- | ---- | ---- | ---- |
| 509  | 513  | 540  | 553  | 576  | 602  | 606  | 604  | 629  |

| 1901 | 1906 | 1911 | 1921 | 1926 | 1931 | 1936 | 1946 | 1954 |
| ---- | ---- | ---- | ---- | ---- | ---- | ---- | ---- | ---- |
| 553  | 588  | 575  | 546  | 602  | 579  | 529  | 539  | 481  |

| 1962 | 1968 | 1975 | 1982 | 1990 | 1999 | 2006 | 2011 | 2016 |
| ---- | ---- | ---- | ---- | ---- | ---- | ---- | ---- | ---- |
| 517  | 470  | 469  | 512  | 580  | 582  | 717  | 896  | 960  |

| 2021 | 2022 | - | - | - | - | - | - | - |
| ---- | ---- | - | - | - | - | - | - | - |
| 983  | 975  | - | - | - | - | - | - | - |

## Culture et patrimoine

### Lieux et monuments

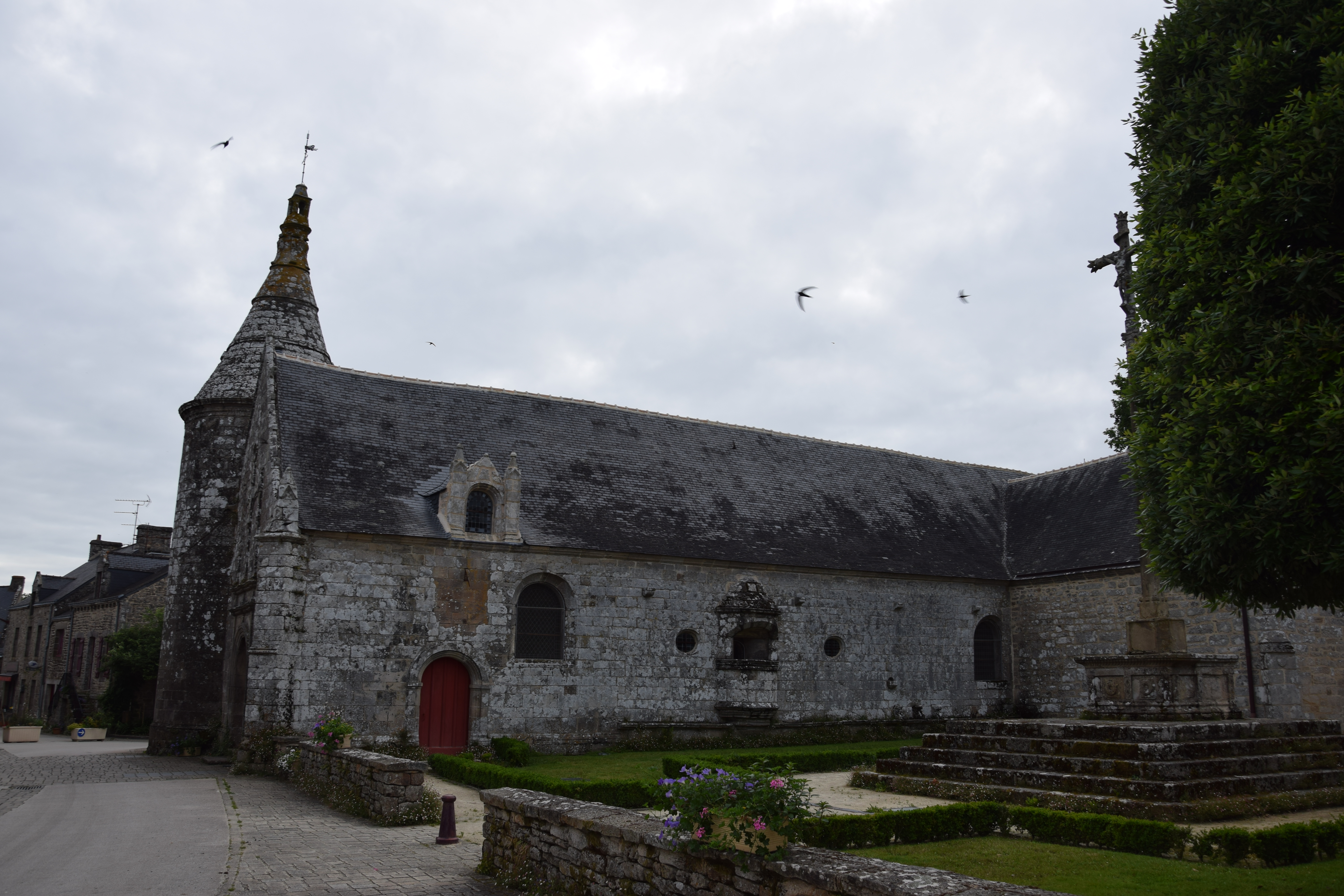
L'église Sainte-Anne.

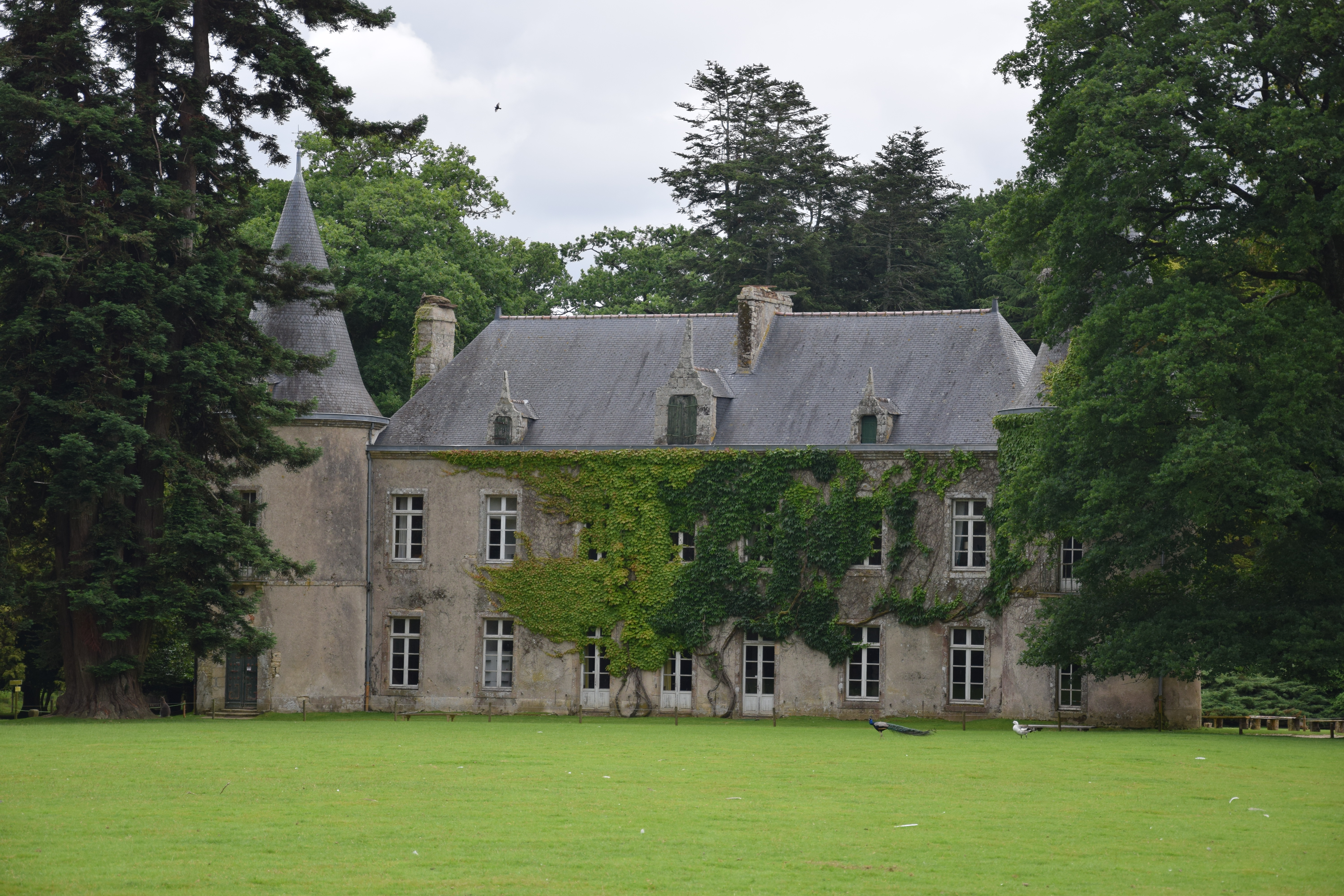
Le château de Branféré.

- L'église Sainte-Anne a été classée au titre des Monuments Historiques en 1971[22]. De la chapelle construite au XIIe siècle ne demeurent probablement que les fondations et quelques pierres réemployées dans la construction de l'église actuelle qui est datée des XVe et XVIe siècles. En effet, des travaux importants sont réalisés entre 1580 et 1590 dans le style Renaissance et en particulier une église extérieure, au sud, avec chaire, stalles, bénitier et autres éléments pour les célébrations lors de pèlerinages importants.
- Croix de cimetière du Guerno, classée au titre des Monuments Historiques en 1925.

Ce calvaire-autel porte une colonne monolithe cannelée de 5 mètres de haut surmontée d'une croix en granit de Kersanton réalisée en 1889.
- Fontaine Sainte-Anne du Guerno, inscrite aux MH en 1925. Cette fontaine est datée de 1784.
- Fontaine Sainte-Marie du Guerno, inscrite aux MH en 1928. Cette fontaine est datée de 1787.
- Château de Branféré, XVIIe et XIXe siècles, avec parc botanique et zoologique qui l'entoure. Le parc possède des arbres classés arbres remarquables.
- École Nicolas Hulot pour la Nature et l'Homme, bâtiment HQE construit par la Fondation Nicolas-Hulot.

### Héraldique
| Blason de Le Guerno | Blason  | Taillé d'argent à la croix alésée pattée de gueules, et de gueules à la croix de Malte d'argent, au canton senestre du chef de gueules à trois macles d'argent. |
| Blason de Le Guerno | Détails | Le statut officiel du blason reste à déterminer. |

## Jumelage
La commune est jumelée avec Yvecrique, Seine-Maritime, Normandie.